# 中鉢直綱
中鉢 直綱（なかはち なおつな、1879（明治12）年9月2日-1961（昭和36）年8月28日）は、明治の写真師。
北海道旭川での初の写真師で市内で「中鉢写真館」を経営。日露戦争に従軍。
日本写真工業の父といわれる写真師で、オリエンタル写真工業株式会社初代社長の菊地東陽は従兄。祖父は東北初の写真館を開業した菊地新学。

## 来歴
1879（明治12）年9月2日、山形県東村山郡天童町生まれ、4人兄弟の長男。次男・政太郎、三男・正直、四男・正綱。
1890（明治23）年、父母兄妹と共に北海道に開拓使（屯田兵）として滝川に入植。
1899（明治32）年、北海道旭川で初の写真館を経営。
1904（明治37）年、日露戦争開戦。第七師団に従軍写真師として参加。第三軍に編入、乃木希典に随行。乃木に「はち」と呼ばれていたという。
1906（明治39）年、旭川の写真館を兄弟に任せて、渡米。先に渡米していた従兄の菊地東陽（学治）氏と合流。経済と写真技術を学ぶ。
1909（明治42）年、帰国。旭川の写真館を閉じ、東京麻布飯倉5丁目で「中鉢写真館」を経営。
1914（大正3）年、東京大正博覧会に出品。「愛」というタイトルの作品。
1934（昭和9）年、菊地東陽氏が設立したオリエンタル写真工業株式会社の取締役を歴任。
1941（昭和16）年、オリエンタル写真工業株式会社取締役を辞任。
晩年は失明し、神奈川県葉山町で過ごす。
墓所は多磨霊園。
2022（令和4）年5月、写真家で近現代写真研究家の谷口雅彦が代表の「谷口雅彦写真アーカイブ室」内に「写真師中鉢直綱研究室」が設けられた。

## 追記
旭川出身の写真家で日本近現代写真研究家の谷口雅彦が、2000年頃、オリエンタル写真工業株式会社（旧・サイバーグラフィック社）に外部から会社の沿革史に関わることになり、その流れで旭川の写真史を調べて行く上で、中鉢写真館は旭川で初めての写真館であることがわかった。『旭川市史』などには、中鉢写真館は数年間、旭川で開業したあとその後が分からないと記され、『オリエンタル写真工業30年史』や『菊地東陽伝』には、中鉢直綱は、菊地東陽（オリエンタル写真工業株式会社創業者・社長）の従弟で、旭川で写真館を開業後、東京に移り麻布に写真館を開業したと記されていた。
2021年10月、谷口は、ある写真コレクターから、明治40年撮影の旭川第七師団内の建築途中の写真（撮影者・中鉢写真館・中鉢孝）を入手、それを機に、中鉢写真館の足跡について重点的に調査を始める。
あらゆる関係者を辿り、2022年4月、東京都内にご子孫が住んでいることを突き止め、ご自宅にお邪魔してお話をお聞きする。同年5月、ご子孫が遺して下さっていた中鉢直綱の資料を引き継ぐ形で、[写真師中鉢直綱研究室]を、谷口雅彦写真アーカイブ室内に設立する。
2023年10月‐谷口雅彦写真アーカイブ室主催（ENKENコレクション・写真師中鉢直綱研究室）・市民活動あさひかわ写真アーカイブ室併催で、写真展『旭川で最初の写真師中鉢直綱とあさひかわの写真』展を旭川市民ギャラリーで開催。プロデュース谷口雅彦。
2024年1月17日、旭川ななかまど文化賞協議会審査会において満場一致で、【谷口雅彦写真アーカイブ室】と【あさひかわ写真アーカイブ研究会】が団体として、第47回（令和５年度）旭川ななかまど文化賞受賞決定。（2024年1月18日報道公開）受賞理由は「写真展『旭川で最初の写真師中鉢直綱とあさひかわの写真』展（2023年10月）の開催と、活動内容の希少性や将来性等を評価」